# Claire Messud
Claire Messud, née le 8 octobre 1966 à Greenwich au Connecticut, est une femme de lettres américaine.

## Biographie
Claire Messud possède trois nationalités : canadienne et française par ses parents par sa naissance, américaine par son lieu de naissance. Auteur de sept romans depuis 1995, c'est avec le quatrième Les Enfants de l'empereur qu'elle accède au succès international critique et public : ce roman qui prend pour toile de fond l'amérique au lendemain du 11 septembre 2001 lui vaut d'être comparée à Philip Roth

## Œuvres traduites en français
- 1995 : Avant le bouleversement du monde (When the World Was Steady), roman traduit de l'anglais (Etats-Unis) par Béatrice Guisse-Lardit, Éditions Gallimard (collection "Du monde entier"), 2019.
- 1999 : La Vie après (The Last Life), roman traduit de l'anglais (Etats-Unis) par Guillemette Belleteste, Éditions Gallimard (collection "Du monde entier"), 2001.
- 2001 : Une histoire simple, suivi de Les Chasseurs, deux novellas traduites de l'anglais (Etats-Unis) par France Camus-Pichon, Éditions Gallimard (collection "Du monde entier"), 2004 [Les Chasseurs a fait l'objet d'une réédition à part : Les Chasseurs, Éditions Gallimard (collection "Folio 2 €"), 2011].

- 2006 : Les Enfants de l'empereur (The Emperor's Children), roman traduit de l'anglais (Etats-Unis) par France Camus-Pichon, Éditions Gallimard (collection "Du monde entier"), 2008 ; réédition Gallimard (collection "Folio"), 2018.
- 2013 : La Femme d'En Haut (The Woman Upstairs), roman traduit de l'anglais (Etats-Unis) par France Camus-Pichon, Éditions Gallimard (collection "Du monde entier"), 2014 ; réédition Gallimard (collection "Folio"), 2016.
- 2017 : La Fille qui brûle (The Burning Girl), roman traduit de l'anglais (Etats-Unis) par France Camus-Pichon, Éditions Gallimard (collection "Du monde entier"), 2018 ; réédition Gallimard (collection "Folio"), 2019.